# Ndjola
Ndjola est un village du Cameroun situé dans la Région du Nord et le département de la Bénoué. Il dépend administrativement de la commune de Ngong et de l’arrondissement de Tcheboa, et, au niveau de la chefferie traditionnelle, du lamidat de Tcheboa.
Ndjola est également doté d'un établissement secondaire général (Lycée de ndjola) et une école primaire publique. 

## Population
Lors du recensement de 2005, 7177 habitants y ont été dénombrés.